# 神戸市立多聞東中学校
神戸市立多聞東中学校（こうべしりつ たもんひがしちゅうがっこう）は、兵庫県神戸市垂水区にある公立中学校。生徒内での略称は主に『たもひ』と呼ばれる。
また、神戸市立多聞東小学校が存在するため、区別のために『たもちゅう』と呼ばれることもある。

## 概要
校内には、エコパネルの他、風のやぐらなどエコ改修を終え、改良されたものを見ることができる。

## 沿革
〈生徒手帳より抜粋〉
- 1974年4月1日 - 創立。1・2年各1学級。
- 1975年3月1日 - 校歌制定。
- 1980年3月31日 - B棟増築完成。
- 1984年4月1日 - 神戸市立本多聞中学校分離。
- 1990年5月 - C棟使用開始。
- 2006年12月頃 - 校内全体を工事する大規模エコ改修事業開始。
- 2008年 - エコ改修事業終了。

## 校訓
- 自立と創造の人であれ

## 部活動

### 運動部
- 野球部
- サッカー部
- 陸上競技部
- バスケットボール部
- ソフトテニス部
- 女子卓球部
- 女子バレーボール部

### 文化部
- 吹奏楽部
  - 2017年 マーチングコンテスト全国大会初出場、銀賞受賞
  - 2022年 全日本マーチングコンテスト　銅賞受賞
  - 2024年 吹奏楽コンクール神戸地区大会　金賞受賞
  - 2024年 全日本マーチングコンテスト　銀賞受賞
- 美術部
- 放送部
- 家庭科部
- 理科部

## 校区
- 神戸市立小束山小学校
- 神戸市立多聞東小学校

## 制服
- 男子　
  - 冬服はブレザー、カッターシャツ、スラックス、ニットベスト、ネクタイである。
  - 夏服はポロシャツ、スラックスである。
  - 合服はカッターシャツ、スラックス、ニットベスト、ネクタイである。

- 女子　
  - 冬服はブレザー、ブラウス、ニットベスト、スカートかスラックス、リボンかネクタイである。
  - 夏服はポロシャツ、夏用スカートかスラックスである。
  - 合服はブラウス、ベスト、スカートかスラックス、リボンかネクタイである。

## 卒業生
- 桜井俊貴（元プロ野球選手）
- 福敬登　(プロ野球選手。中日ドラゴンズ所属)
- 辻垣髙良　（プロ野球選手。オリックスバファローズ所属）

## 交通アクセス
- 神戸市営地下鉄「学園都市駅」より53系統舞子駅行き乗車　　「多聞東小学校」下車　南へ徒歩５分
- ＪＲ「舞子駅」　または　山陽電鉄「舞子公園駅」より53系統学園都市行き乗車　「本多聞４丁目」下車　東へ徒歩５分
- ＪＲ「垂水駅」　または　山陽電鉄「垂水駅」より48系統学園都市行き乗車　「多聞東小学校」下車　南へ徒歩５分

## 通学区域が隣接している学校
- 神戸市立福田中学校
- 神戸市立星陵台中学校
- 神戸市立本多聞中学校
- 神戸市立長坂中学校
- 神戸市立太山寺中学校